# Ledol
Il ledol è un sesquiterpene velenoso che può causare crampi, paralisi e stati confusionali acuti. I contadini caucasici usavano le piante di rododendro per questi effetti nei rituali sciamanici.

## Fonti
Il ledol si trova nel tè del Labrador, una tisana fatta da tre specie strettamente correlate:
- Rhododendron tomentosum, tè del Labrador settentrionale o rosmarino di palude, precedentemente Ledum palustre
- Rhododendron groenlandicum, tè di palude del Labrador, precedentemente Ledum groenlandicum o Ledum latifolium
- Rhododendron columbianum, tè del Labrador occidentale, o tè del cacciatore, precedentemente Ledum glandulosum

Il ledol si trova anche nell'olio essenziale di priprioca ad una concentrazione di circa il 4%.
Il ledol si trova anche a concentrazioni variabili nelle seguenti piante:
- Cistus ladaniferus
- Eucalyptus albens
- Eucalyptus astringens
- Eucalyptus blakelyi
- Eucalyptus bosistoana
- Eucalyptus botryoides
- Eucalyptus camaldulensis
- Eucalyptus citriodora
- Eucalyptus cladocalyx
- Eucalyptus dealbata
- Eucalyptus diversicolor
- Eucalyptus globulus
- Corymbia maculata
- Eucalyptus maidenii
- Eucalyptus melliodora
- Eucalyptus moluccana
- Eucalyptus nova-anglica
- Eucalyptus occidentalis
- Eucalyptus oviformis
- Eucalyptus paniculata
- Eucalipto polyanthemos
- Eucalyptus punctata
- Eucalyptus saligna
- Eucalyptus siderophloia
- Eucalyptus sideroxylon
- Eucalyptus tereticornis
- Humulus lupulus
- Hyssopus officinalis
- Mentha × piperita
- Panax quinquefolius
- Peumus boldus
- Pimenta dioica
- Piper cubeba
- Salvia officinalis
- Satureja obovata
- Syzygium aromaticum
- Teucrium arduini
- Teucrium gnaphalodes
- Teucrium polium
- Valeriana officinalis
- Vitex agnus-castus